# Darlene Cates
Rita Darlene Cates (nascida Guthrie; 13 de dezembro de 1947 – 26 de março de 2017) foi uma atriz americana. Ela ficou conhecida por seu papel no filme de 1993, What's Eating Gilbert Grape, no qual interpretou a mãe do personagem-título, presa em casa.

## Carreira
O autor e roteirista Peter Hedges viu uma fita de Cates em um episódio de Sally de 1992 intitulado "Too Heavy to Leave Their House". No programa, ela discutiu sua batalha contra a obesidade e como isso afetou sua vida. Em 1986, infecções pélvicas causadas pelo excesso de peso a mantiveram acamada por dois anos, durante os quais ela ganhou 68 kg adicionais. Hedges ofereceu a ela o papel de uma mãe com obesidade mórbida no filme de 1993, What's Eating Gilbert Grape, que ela aceitou. Seguiram-se papéis na televisão nos programas Picket Fences em 1994 e Touched by an Angel em 1996. Ela teve um pequeno papel no filme de 2001 Wolf Girl.
Sua atuação em What's Eating Gilbert Grape, sua primeira tentativa de atuar de qualquer forma, foi aclamada pela crítica e elogiada por seus colegas de elenco Leonardo DiCaprio e Johnny Depp.

## Vida pessoal
Cates casou-se com Robert Cates, um fuzileiro naval dos Estados Unidos, em 11 de janeiro de 1963. Ela teve uma filha, Sheri Ann, e dois filhos, Mark e Chris. Ela tinha quatro netos e morava em Forney, Texas. Em 1992, ela recebeu o diploma do ensino médio por meio de cursos por correspondência. Em 2012, Cates havia perdido 110 kg depois que uma série de problemas de saúde em 2010 a mantiveram hospitalizada por quase um ano, e ela expressou o desejo de retomar sua carreira de atriz.

## Morte
Cates morreu durante o sono aos 69 anos em 26 de março de 2017. Sua filha, Sheri Cates Morgan, anunciou sua morte em um post no Facebook.

## Filmografia

### Cinema
| Ano  | Título                      | Personagem   | Notas                                        |
| ---- | --------------------------- | ------------ | -------------------------------------------- |
| 1993 | What's Eating Gilbert Grape | Bonnie Grape |                                              |
| 2014 | Mother                      | Mãe          | Curta-metragem                               |
| 2019 | Billboard                   | Penny        | (último papel no cinema), lançamento póstumo |

### Television
| Ano  | Título              | Personagem            | Notas                    |
| ---- | ------------------- | --------------------- | ------------------------ |
| 1994 | Picket Fences       | Sophie Wallace        | "Squatter's Rights"      |
| 1996 | Touched by an Angel | Claudia Bell          | "Statute of Limitations" |
| 2001 | Wolf Girl           | Atena, a Mulher Gorda | Telefilme                |